# Otcy i dedy
Otcy i dedy (Отцы и деды) è un film del 1982 diretto da Jurij Pavlovič Egorov.

## Trama
Il film racconta tutta l'energia di un pensionato che decide di dimostrare a tutti che la sua vita è appena iniziata.